# Jeanne D’arc Girubuntu
Jeanne D’arc Girubuntu (* 6. Mai 1995 in Rwamagana) ist eine ehemalige ruandische Radsportlerin.

## Sportliche Laufbahn
2013 belegte Jeanne D’arc Girubuntu, die erst zwei Jahre zuvor das Fahrradfahren erlernt hatte, bei den Afrikanischen Straßenradmeisterschaften im ägyptischen Scharm asch-Schaich den achten Platz im Straßenrennen der Juniorinnen. Im Jahr darauf wurde sie ruandische Doppelmeisterin im Straßenrennen sowie im Einzelzeitfahren. Im Januar 2015 verbrachte sie einen Monat im World Cycling Centre Africa im südafrikanischen Potchefstroom. Anschließend belegte sie bei den Afrikanischen Radsportmeisterschaften in Wartburg, ebenfalls Südafrika, den fünften Platz im Straßenrennen der Frauen und den sechsten Platz im Einzelzeitfahren.
Aufgrund dieser Leistung wurde Girubuntu als erste Frau aus Ruanda vom Weltradsportverband UCI in das World Cycling Centre nach Aigle in der Schweiz zu einem dreimonatigen Trainingskurs eingeladen. Im September 2015 startete sie als erste schwarze Frau aus Afrika bei Straßen-Weltmeisterschaften. Im Einzelzeitfahren belegte sie mit einem Rückstand von 7:11,84 Minuten auf die Siegerin Linda Villumsen aus Neuseeland den letzten von 44 Plätzen.
2016 wurde Jeanne D’arc Girubuntu für die Teilnahme an den Olympischen Spielen in Rio de Janeiro nominiert, ging aber nicht an den Start. Der Grund dafür ist unbekannt. Bei den Afrikameisterschaften 2017 belegte sie im Einzelzeitfahren Rang acht. 2018 errang sie gemeinsam mit dem ruandischen Team bei den Afrikameisterschaften die Bronzemedaille im Mannschaftszeitfahren. 2019 belegte sie bei den Afrikameisterschaften Platz sechs im Einzelzeitfahren und Platz acht im Straßenrennen.

## Erfolge
2014
- Ruandische Meisterin – Straßenrennen, Einzelzeitfahren

2016
- Afrikameisterschaft – Einzelzeitfahren
- Ruandische Meisterin – Straßenrennen, Einzelzeitfahren

2018
- Afrikameisterschaft – Mannschaftszeitfahren (mit Beatha Ingabire, Magnifique Manizabayo und Jacqueline Tuyishimire)